# Campestre (Seabra)
Campestre (Seabra) é um povoado em Seabra, município do estado brasileiro da Bahia. Foi tombado pelo Instituto do Patrimônio Artístico e Cultural da Bahia (IPAC) em 2002, através do processo de número 012.

## História
Foi a primeira sede do município de Seabra, fundado no século XIX. Suas origens remonta à Freguesia de Nossa Senhora da Conceição do Campestre, formada por casas de palhas, impulsionadas pela extração de ouro da região. Posteriormente seu nome foi alterado para Campestre, pertenceu ao município de Nossa Senhora do Livramento do Rio de Contas e depois foi incorporado ao município de Lençóis. Com o suporte de Heliodoro de Paula Ribeiro, de Cochó do Malheiro, foi elevada à vila recebendo a denominação de Vila Agrícola de Campestre e em 1889, foi emancipada do município de Lençóis. Sua sede de município depois foi transferida para o povoado de Cochó de Pega antes de ter seu nome simplificado para Seabra.
Sua igreja, N. Sra. da Conceição, é datada de 1847. Foi palco de violentas batalhas conhecidas como “barulhos” entre os homens do coronel Horácio de Matos e Manoel Fabrício, além de ter sido marcada pela passagem da Coluna Prestes. Dos conflitos entre o coronel Horácio e Manoel Fabrício, a igreja ainda mantém as marcas de balas quando as tropas do coronel Manoel Fabrício se refugiou no local do cerco montado pelo coronel Horácio.

## Arquitetura
O povoado é composto de casas com portas e janelas de madeira, construídas no final do século XVIII e início do século XIX. Sua igreja é composta de três portas e janelas com arcos, cujo acesso é feito através de uma escadaria frontal. O piso da igreja é composto de lajotas de barros com passadeiras em pedra na parte central da nave.